# Bad Laasphe
Bad Laasphe [baːt ˈlaːsfə] – miasto uzdrowiskowe w Niemczech, położone w kraju związkowym Nadrenia Północna-Westfalia, w rejencji Arnsberg, w powiecie Siegen-Wittgenstein. W 2010 roku liczyło 14 344 mieszkańców.

## Współpraca
- Tamworth, Wielka Brytania
- Châteauneuf-sur-Loire, Francja